# لئون توم (شمشیرباز)
لئون توم (انگلیسی: Léon Tom؛ زادهٔ ۲۵ اکتبر ۱۸۸۸ - درگذشته نامشخص)  شمشیرباز اهل بلژیک است.
وی در مسابقات کشوری و بین‌المللی در مجموع برندهٔ ۲ مدال نقره شده‌است.